# 島原半島広域農道
島原半島広域農道（しまばらはんとうこういきのうどう）、通称：雲仙グリーンロード は、島原半島の中腹を通る広域農道。島原半島広域農道は、北部、東部、東南部、西南部に分かれている。各区間は県道、地方主要道、国道で接続されており、島原半島を循環することができる。

## 概要

### 北部
- 全長：23km
- 始点：島原市出平町
- 終点：雲仙市愛野町乙

### 東部
- 全長：24km
- 始点：島原市大下町
- 終点：南島原市北有馬町

### 東南部
- 全長：2.7km
- 始点：南島原市北有馬町
- 終点：南島原市南有馬町

### 西南部
- 全長：17km
- 始点：南島原市加津佐町
- 終点：雲仙市小浜町南本町

## 接続する道路
- 国道57号
- 国道251号
- 国道389号
- 長崎県道30号小浜北有馬線
- 長崎県道47号雲仙西有家線
- 長崎県道131号雲仙神代線
- 長崎県道132号雲仙有家線
- 長崎県道133号雲仙深江線
- 長崎県道208号礫石原松尾停車場線
- 長崎県道209号山口南有馬線
- 長崎県道217号矢次南有馬線
- 長崎県道220号野田道西郷港線
- 長崎県道223号荒牧尾登線
- 長崎県道58号愛野島原線・・・通称：がまだすロードとよばれ、島原道路の一部を構成する。